# Македонски новини (1895)
Вижте пояснителната страница за други значения на Македонски новини.
„Македонски новини“ е български вестник, излизал през 1895 година в Шумен.
Редактор на вестника е Петър Драгулев. Вестникът стои на националистически позиции. От вестника не е запазен нито един брой.